# Гойсвайлер
Гойсвайлер (нім. Heusweiler) — громада в Німеччині, знаходиться в землі Саар. Входить до складу району Саарбрюккен.
Площа — 39,94 км2. Населення становить 17 998 ос. (станом на 31 грудня 2021).